# Glacier des Bossons
Pour les articles homonymes, voir Bossons.
Le glacier des Bossons est un glacier de France situé dans les Alpes, en Haute-Savoie. Relativement court mais pentu (pente moyenne de 28°), il passe du sommet du mont Blanc (4 810 mètres) à 1 420 mètres d'altitude en seulement 7,3 km et présente de nombreux séracs et crevasses dans les pentes fortes, prenant l'aspect de cascades de glace.

## Toponymie
Bosson est un toponyme très courant dans la région. Il pourrait s'agir de la forme graphique locale d'un mot celte composé des racines uo- « sous » et -sso, « qui se tient ». Le mot ainsi composé se rapproche du mot gaulois « serviteur » uassos signifiant littéralement « qui se tient en dessous, en bas ». Les peuples traditionnels avaient une vision très hiérarchique de la société. Certains lieux naturels emblématiques étaient perçus comme des divinités. Il est très probable qu'ils ont perçu leur espace à travers ce filtre, les sommets étant considérés comme des « seigneurs » et les lieux proches de la vallée comme des serviteurs, des inférieurs. Dans le langage des alpinistes d'aujourd'hui perdure l'habitude de nommer certains sommets majeurs comme « le seigneur des lieux ». De nombreux lieux nommés bosson ou bossonet se situent au pied d'une montagne ou d'une colline : par exemple le lieu-dit Le Bossonet (commune de La Clusaz), Les Bossons (commune de Motz en Savoie), Les Bossons (commune de Bellevaux), Les Bossons (communes de Saint-Paul-en-Chablais et Lugrin), Les Bossonnets (commune de Châtillon-sur-Cluses) au pied du mont Orchez, la commune de Bossey au pied du Salève. Le hameau des Bossons à Chamonix et le glacier du même nom se situent au pied du mont Blanc.
Une autre hypothèse est que le nom Bosson serait une variante de Buisson (ancien français : Boisson). Le naturaliste Horace Bénédict de Saussure parle ainsi en 1787 de « glacier des Buissons » dans son journal de voyage,. Des variantes de Buisson, Boisson, Bosson se trouvent dans la région.

## Géographie

### Situation

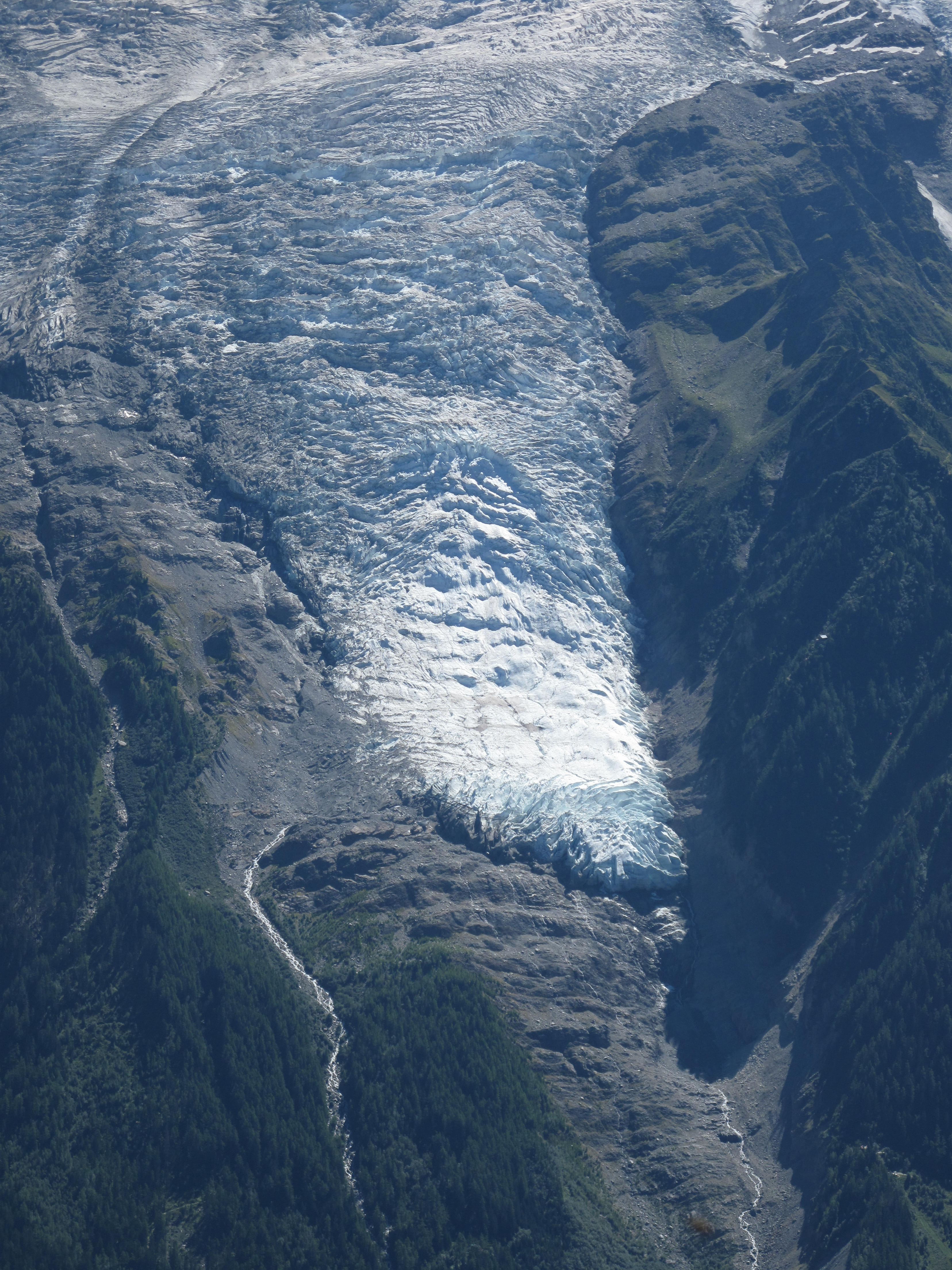
La langue terminale et ses trois émissaires : les torrents de la Creuse, de la Crosette et des Bossons (de gauche à droite).

Même si le nom de glacier des Bossons ne concerne au sens strict que la langue glaciaire occupant la courte vallée débouchant dans la vallée de Chamonix, le glacier nait sur l'ubac du mont Blanc (4 810 mètres), du mont Maudit (4 465 mètres) et du dôme du Goûter (4 304 mètres), dans un cirque glaciaire appelé le Grand Plateau, à plus de 4 000 mètres d'altitude,. De là, les glaces s'écoulent vers le nord en se divisant très vite au niveau des Grandes Montées, sous la pointe Bravais et le mont Maudit, en deux masses de glace séparées par le rocher de l'Heureux Retour, le pic Wilson et les Grands Mulets. La masse secondaire s'écoule dans une petite vallée glaciaire peu marquée sur l'ubac du dôme du Goûter, longeant le glacier de Taconnaz situé immédiatement à l'ouest. La masse principale du glacier des Bossons s'enfonce quant à elle dans une vallée glaciaire plus encaissée, dominée par les pointes Mieulet, Duriet et l'aiguille de Saussure en rive droite et les rochers la séparant de la masse secondaire en rive gauche. En rive droite, le glacier des Bossons reçoit un apport en glace substantiel du glacier descendant du col Maudit entre le mont Maudit et le mont Blanc du Tacul et de celui descendant de l'ubac du mont Blanc du Tacul en direction du col du Midi dont une partie des glaces difflue pour donner naissance à la Vallée Blanche tandis que l'autre rejoint le glacier des Bossons par une cascade de glace.
Au pied de l'aiguille du Midi et du refuge des Cosmiques situés à l'est et des Grands Mulets et de son refuge situés au sud-ouest, à Plan Glacier, une langue de glace difflue depuis la masse principale du glacier pour se réunir à la masse secondaire à la Jonction et se diriger vers le glacier de Taconnaz à l'ouest. Le plus gros des glaces poursuit sa course vers le nord, descendant la vallée glaciaire en direction de la vallée de Chamonix, appuyée sur la montagne de la Côte dominée par le mont Corbeau à l'ouest. Les nombreuses crevasses et séracs que présente la surface du glacier en raison de la forte déclivité dans sa partie aval le transforment en cascade de glace. La fonte prononcée de la glace donne naissance à trois cours d'eau : le torrent de la Creuse en rive droite à la tête de Mimont, le torrent de la Crosette en rive droite au plateau des Pyramides et le torrent des Bossons au front glaciaire.
L'avancée du front glaciaire jusque dans le bas de la vallée de Chamonix, juste au-dessus du hameau des Bossons, au cours du Petit âge glaciaire a laissé dans le paysage deux imposantes moraines latérales édifiées sur le cône de déjection du torrent de la Creuse.

### Caractéristiques physiques
La convergence des deux masses de glace provenant du mont Blanc et du mont Blanc du Tacul donne naissance à une importante moraine médiane. Sa langue terminale a désormais régressé, mais elle atteignait environ 1 200 mètres d'altitude dans les années 1980. Le bassin versant occupe 17 km2 dont 10 km2 sont englacés. L'épaisseur de la glace est de vingt mètres au sommet et atteint un maximum de 170 mètres. D'un point de vue géologique, le glacier repose dans sa partie supérieure sur un granite calco-alacalin avec de grands cristaux de feldspaths pluricentimétriques. Plus en aval, il passe sur un complexe formé d'orthogneiss, de paragneiss et de micaschistes.
La vitesse d'écoulement peut y dépasser un mètre par jour en été. Au total, la glace s'écoule en moins de 50 ans du sommet jusqu'à la langue terminale.
Le glacier dispose de trois émissaires. Le torrent des Bossons est celui qui s'écoule de la langue terminale mais c'est celui dont le débit est le plus faible car il n'est alimenté que par les eaux de fonte d'une zone de 0,5 km2. L'émissaire principal est formé par les deux branches du torrent de la Creuse qui sortent d'un lobe secondaire à 2 250 m d'altitude en aval de l'aiguille du Midi. Entre les deux, le torrent de la Crosette sort lui aussi d'un lobe latéral à 1 750 m d'altitude.

### Érosion

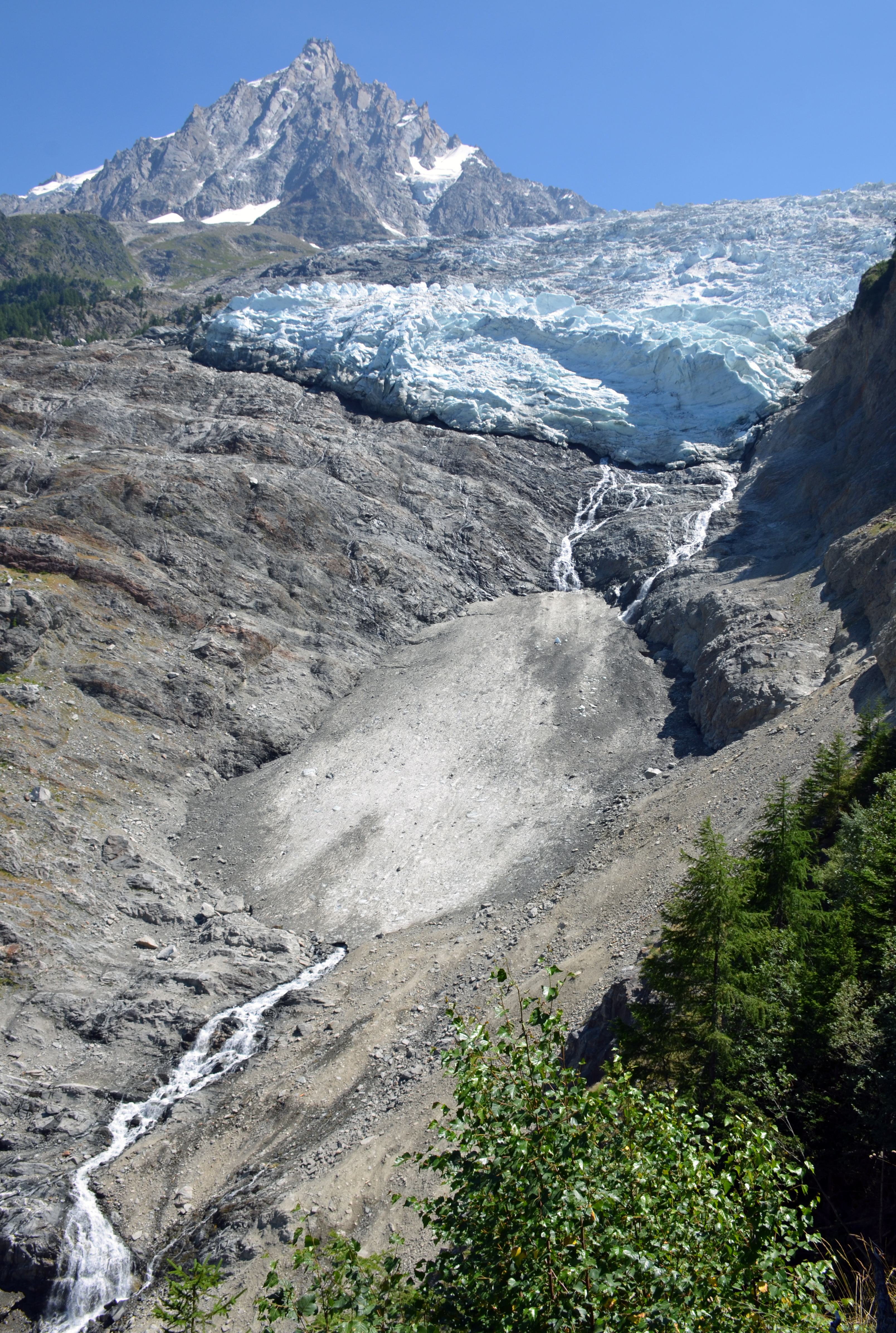
Le torrent des Bossons dans la zone proglaciaire en juillet 2015, zone encore couverte de glace dans les années 1980.

Le glacier étant situé sur un versant en face nord bien exposé aux précipitations, sa ligne d'équilibre, c'est-à-dire la limite entre les zones d'ablation et d'accumulation, est relativement basse et a été estimée à 2 750 ± 200 m en 2009. La zone d'accumulation forme donc 60 % de sa surface. Au-dessus de 3 300 à 3 500 m, il est constitué par des glaces froides dont la température est constamment nettement inférieure à 0 °C (−11 °C à 4 250 m d'altitude). Dans ces zones, les roches ne sont pas exposées à des cycles de gel et de regel, ce qui les protège de l'érosion (seulement 0,025 à 0,05 mm/an). Dans le bassin versant du glacier, l'érosion est la plus forte au niveau des parois rocheuses situées au-dessus du glacier (0,76 ± 0,34 mm/an) et est également forte sous le glacier, dans les zones de basses altitudes où la glace est tempérée (0 °C) et où l'eau de fonte est déjà chargée de sédiments abrasifs (partie inférieure du glacier alimentant le torrent des Bossons : 0,63 ± 0,37 mm/an). Elle est plus faible dans la partie sous-glaciaire alimentant le torrent de la Crosette (0,38 ± 0,22 mm/an) ainsi que dans la zone proglaciaire située en aval du front (0,25 ± 0,20 mm/an). Ces vitesses d'érosion sont toutefois nettement inférieures au soulèvement tectonique actuel du massif (1,5 mm/an).
En 2010, le torrent des Bossons a exporté 2 361 tonnes de sédiments dont 1 100 tonnes de sable (63 μm à 2 mm), 733 tonnes de limons (< 63 μm), 318 tonnes de matière dissoute et 210 tonnes de graviers et de galets (> 2 mm).

## Histoire

### Évolution
Lors de la dernière glaciation, toutes les Alpes étaient recouvertes par une immense calotte et la hauteur de la glace s'élevait jusqu'à une altitude de 2 300 mètres au niveau du village actuel des Bossons. Avec le lent réchauffement, le glacier des Bossons ne s'individualise et n'arrête de rejoindre ses voisins que peu avant le début du Dryas récent (10700 à 9700 av. J.-C). Le Dryas récent est une période marquée par un retour de la fraîcheur et le glacier des Bossons redescend jusqu'au fond de la vallée de l'Arve, la bloquant dans toute sa largeur. Cette progression se fait alors dans un lac proglaciaire.

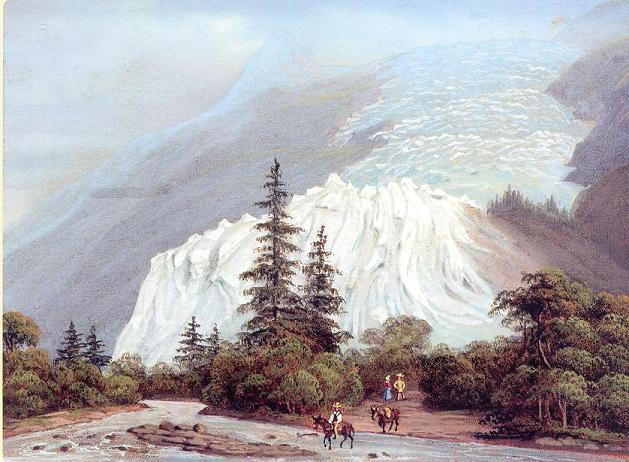
Le glacier des Bossons en 1830.

Après cette époque, le glacier des Bossons n'a recommencé à menacer le fond de la vallée que lors du petit âge glaciaire. Cette phase a pu être reconstituée à partir de 1580 sur la base de témoignages historiques et d'illustrations puis de relevés scientifiques. Sur cette période, le glacier a atteint son avancée maximale en 1818 terminant à une altitude inférieure à 1 100 m. Les traces de cette avancée sont encore bien visibles car la moraine correspondante est bien conservée. Entre cette moraine et le glacier, les moraines correspondant aux poussées ultérieures (1854, 1892, 1921, 1941 et 1983) peuvent aussi être distinguées, mais elles sont érodées et de plus petite taille. En effet, au glacier des Bossons, le retrait n'a pas été régulier, mais a été marqué par une alternance de poussées et de reculs rapides (recul de 425 m de 1863 à 1874 suivi d'une avancée de 410 m jusqu'en 1892, recul de 700 m dans les années 1940 suivi d'un retour de 500 m jusqu'en 1983 puis d'un recul de plus de 1 000 m jusqu'en 2015). Les poussées sont en partie dues à l'épanchement rapide du glacier et à l'altitude élevée de son bassin d'alimentation qui lui permettent de réagir rapidement à une succession d'années pluvieuses ou favorables.
Pour les périodes précédant le maximum de 1818, toutes les moraines ont été détruites par l'avancée du glacier, mais la reconstitution a montré que, depuis 1580, sa langue terminale se situait entre 100 et 700 m en retrait du point atteint en 1818 avec des maxima en 1610, 1643, 1712 et 1777.
Au total, entre 1818 et 2001, le recul total s'élève à 1,5 km et le glacier a ensuite encore perdu 500 mètres jusqu'en 2015.
En juin 2008, le glacier ne rassemble plus qu'une fine couche de glace et une langue terminale. En septembre 2010, la langue se sépare du glacier et s'effondre.
En juin 2015, une avalanche est survenue au glacier des Bossons, emportant 200 000 mètres cubes de glace sur près d'un kilomètre. L'origine de ce détachement est probablement le réchauffement global : des séracs se sont donc séparés du front, provoquant ainsi un éboulement massif. Les visites et le tourisme autour du site sont aujourd'hui fortement déconseillés à cause des risques[réf. nécessaire].
Dans les années 2010, un lac proglaciaire se forme à la source du torrent de la Crosette ; son important volume et les parois instables qui le retiennent constituent une menace d'inondation soudaine pour les populations et infrastructures en aval si bien que des travaux de vidange sont entrepris au cours de l'été 2023 par la création d'un chenal dans la glace détournant les eaux vers le torrent des Bossons,.

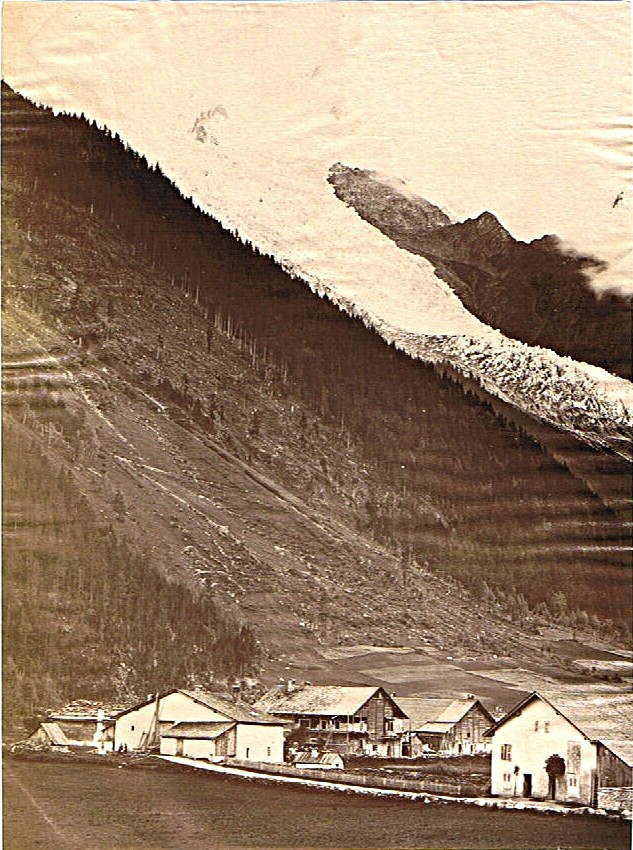
Le glacier en 1890.
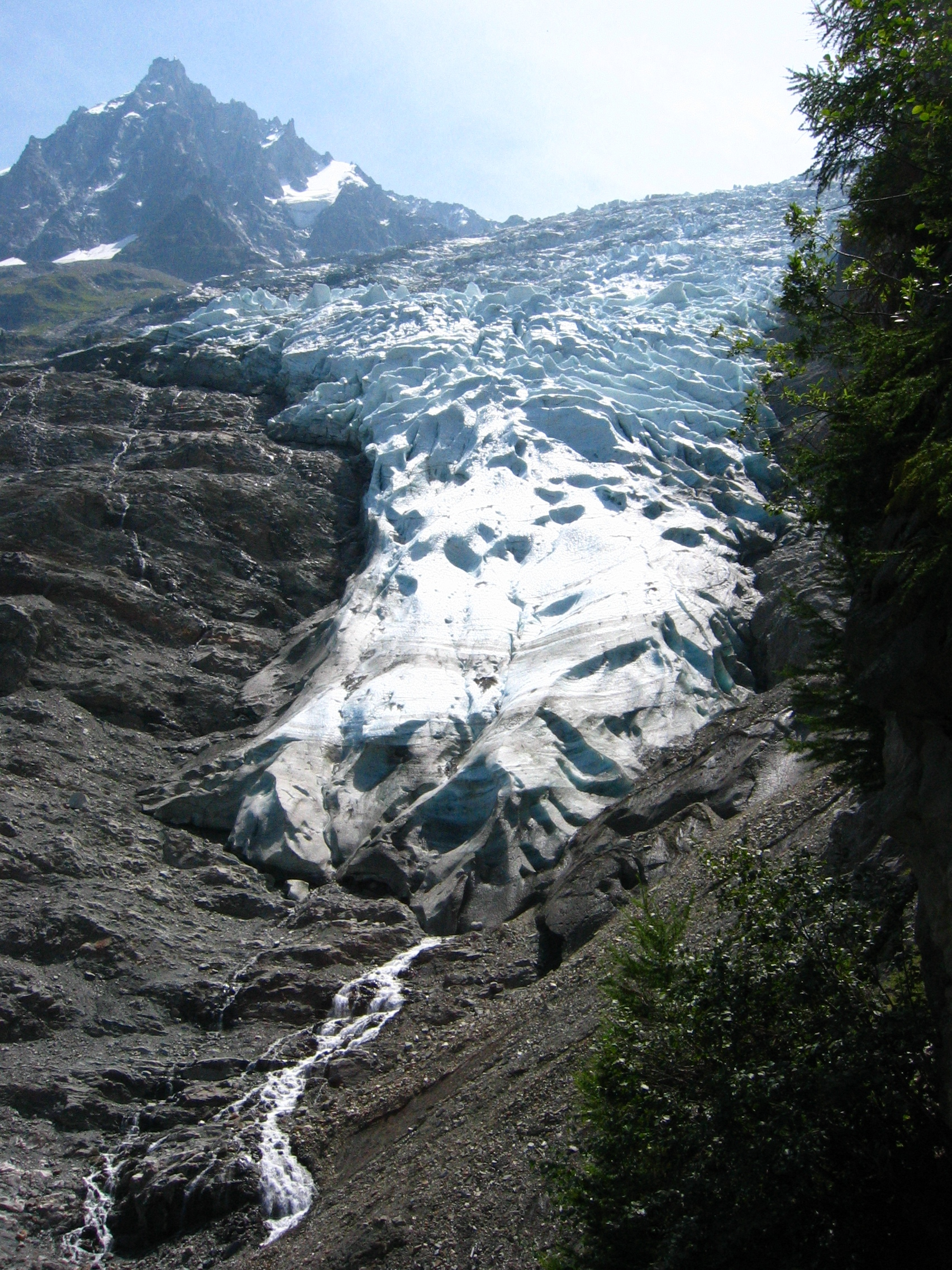
La langue terminale en 2007.
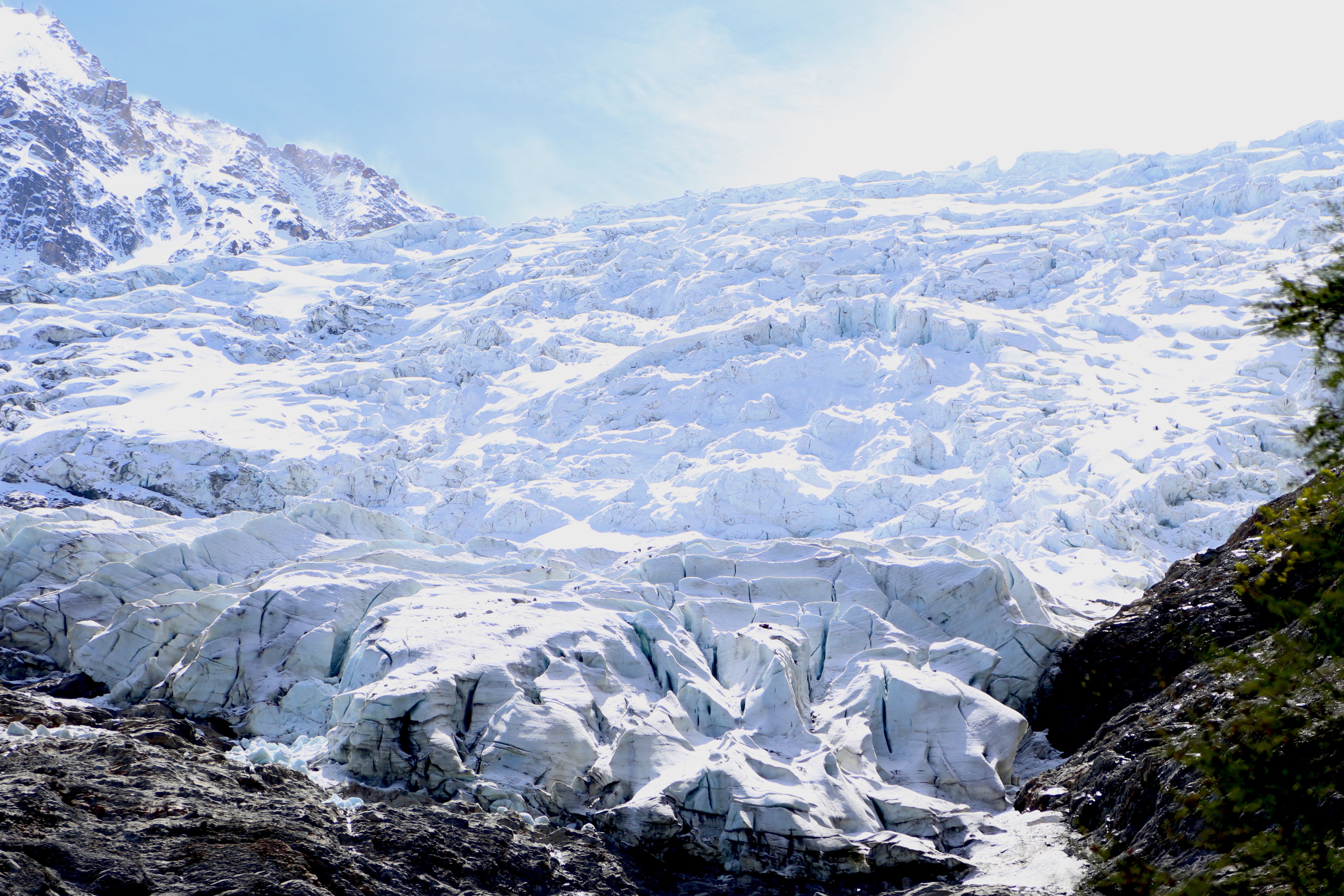
Vue depuis le chalet du Glacier (1 350 m) au printemps 2021.

### Exploitation

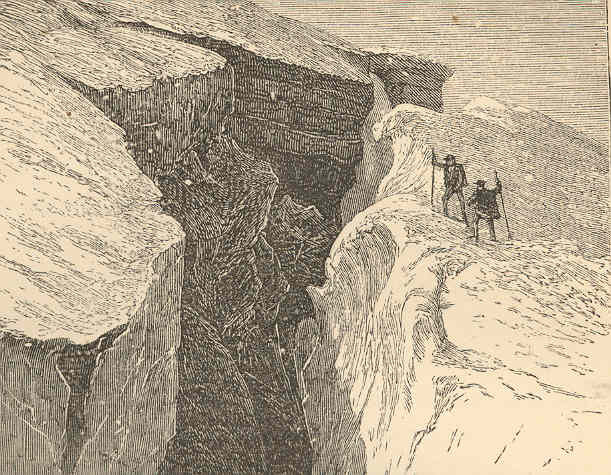
Une crevasse du Grand Plateau (John Tyndall, 1876).

Les glaciers sont devenus une attraction touristique à partir du XVIIIe siècle et la partie supérieure du glacier des Bossons est traversée régulièrement par les alpinistes depuis 1786, année de la première ascension du mont Blanc.
Le peintre anglais William Turner réalise vers 1836 une aquarelle Mont Blanc et Glacier des Bossons au-dessus de Chamonix, Soir, conservée à la Tate Britain à Londres.
En 1840, une première buvette est construite au bord du glacier. Elle propose des boissons rafraîchies avec des glaçons taillés directement dans la glace. Elle est rejointe en 1850 par une deuxième buvette située sur l'autre rive, le chalet du Cerro. Toutefois, ces chalets doivent régulièrement être déplacés en fonction des fluctuations du glacier. De 1865 à 1994, une grotte est taillée à coups de pioche pour permettre aux touristes de voir la glace de l'intérieur.
À partir du début du XXe siècle, la glace de la langue terminale est débitée industriellement du mois de juin au mois de septembre à l'aide de pioches à glace et de poudre noire par une vingtaine d'ouvriers. Les blocs sont alors tirés jusqu'à la « rise », un grand toboggan en épicéa et en mélèze qui fait glisser les blocs de glace jusqu'au hangar situé près de deux kilomètres plus bas. Les 600 tonnes de glace sont vendues aux hôtels de la région, mais aussi expédiées par train ou camion vers Genève et Paris. L'exploitation s'arrête en 1939.
Le glacier a servi d'école de glace pour la compagnie des guides de Chamonix jusque dans les années 1980.

### Catastrophes aériennes

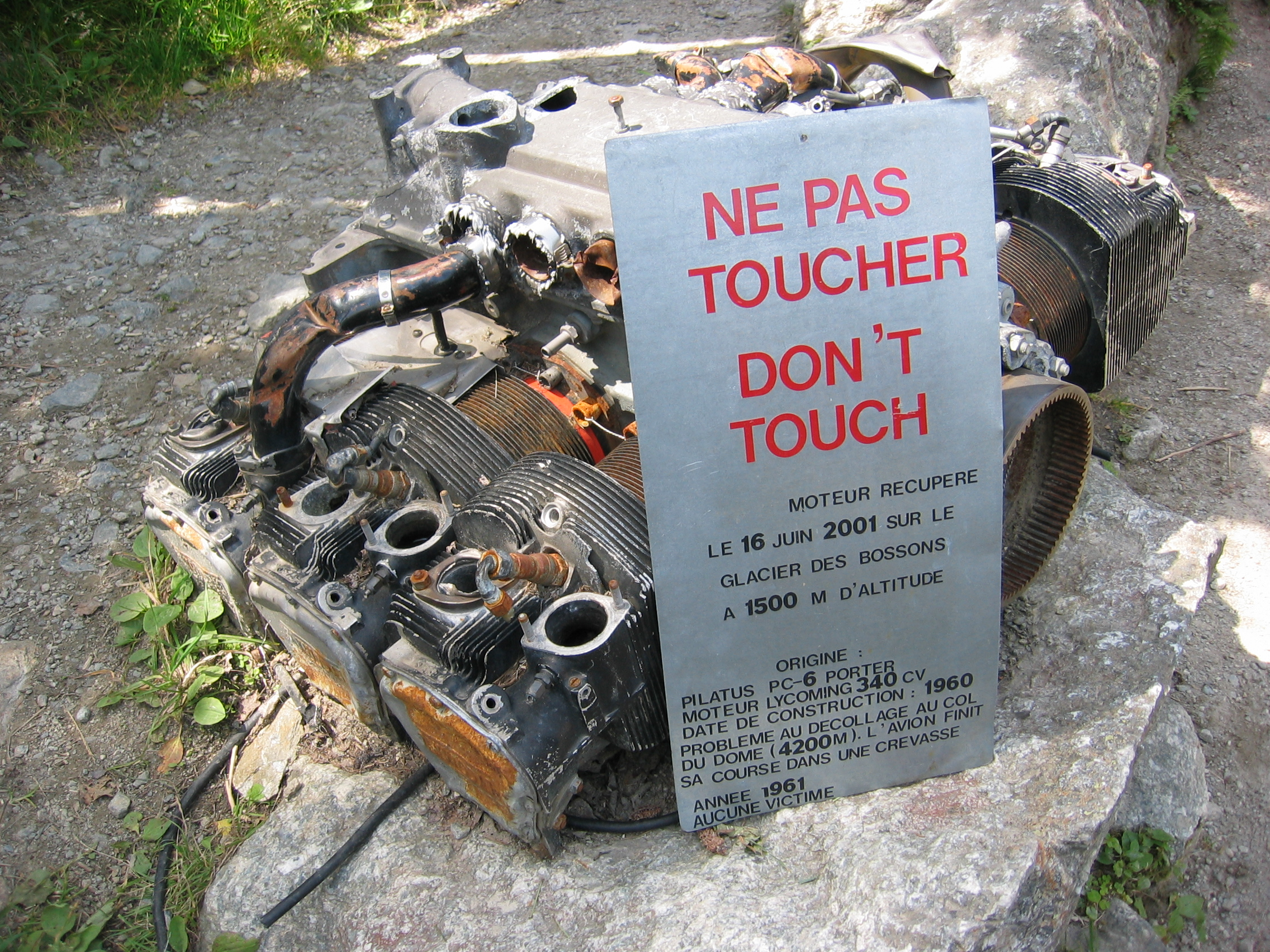
Moteur de Pilatus PC-6 d'Air Alpes, resté prisonnier du glacier de 1961 à 2001.

Le 3 novembre 1950, le Malabar Princess, un Lockheed Constellation d'Air India, s'écrase près du Rocher de la Tournette, à 4 677 m d'altitude, faisant 48 victimes (aucun survivant).
Quinze ans plus tard, le 24 janvier 1966, le Kanchenjunga, un Boeing 707 de la même compagnie Air India, avec à son bord 117 personnes, s'écrase presque au même endroit, ne laissant aucun survivant. Il effectuait un vol entre Bombay et New York. Au nombre des victimes figure Homi Jehangir Bhabha un des pères du programme nucléaire indien. Le 21 août 2012, deux alpinistes découvrent une valise diplomatique indienne provenant de l'épave de l'avion. En septembre 2013, c'est au tour d'un alpiniste local d'y découvrir des pierres précieuses : émeraudes, saphirs et rubis.
Depuis 2020, les restes d'un hélicoptère inconnu de type Agusta Bell 206 sont régulièrement retrouvés,.